# 子子子子子子子子子子子子
子子子子子子子子子子子子（ねこのここねこ ししのここじし）は、日本の言葉遊びである。「猫の子仔猫、獅子の子仔獅子」と読む。この問題を考案したのは嵯峨天皇、解いたのは小野篁であると伝えられている。

## 伝承
嵯峨天皇の時代、内裏に「無悪善」と書いた立て札が立てられた。天皇が篁に読み方を尋ねたところ「さが（悪）なくてよからん（嵯峨天皇がいなければよいのに）」と読んだため、読めたのは篁が書いたために違いないとして怒った天皇は、自分は何でも読めるのだと弁明する篁に「子」の字を12個連ねたものを差し出し「ならば、これが読めるか」と問うたところ、「子子ノ子子子子、子子ノ子子子子」とたちどころに読んだため、天皇の怒りが解けたという。

## 解説と成立時期
「子」という漢字には、「ね」（訓読み、十二支から）、「こ」（訓読み）、「し」（音読み、呉音及び漢音）、「じ」（「し」の変化形）の4通りの読み方がある。このため、このような読み方が可能となる。篁の機転をあらわす話であるといえる。
この話の初出は宇治拾遺物語（建暦3年（1213年） - 承久3年（1221年）頃成立）の巻第三の十七「小野篁広才の事」である。
前半の「無悪善」のくだりは平安時代後期の江談抄の第三（康和6年/長治元年（1104年） - 嘉承3年/天仁元年（1108年）ごろ成立）が初出で、十訓抄（建長4年（1252年）成立）の第七などにも出てくるが、後半の話は「子子子子子子子子子子子子」ではなく「一伏三仰不来待書暗降雨恋筒寝」（月夜には来ぬ人 待たるかきくもり 雨も降りなん 恋いつつも寝ん）となっている。

## 関連文献
- 宮武外骨 (1926). 筆禍史. 朝香屋書店. p. 23. OCLC 70552301
- 旺文社 (2008). 高校入試でる順古典問題の征服三訂版. 旺文社. p. 116. ISBN 9784010210055